# Kurt Schluppkotten
Kurt Schluppkotten (* 19. Dezember 1905 in Barmen, jetzt: Wuppertal-Barmen; † 1. September 1976 in Neunkirchen) war Generaldirektor der Neunkircher Eisenwerk AG im Saarland sowie langjähriger Präsident der Industrie- und Handelskammer des Saarlandes.

## Leben
Schluppkotten besuchte das Realgymnasium in Barmen bis zur Obersekundareife, machte anschließend eine Schlosserlehre und besuchte im Anschluss daran die Höhere Maschinenbauschule in Elberfeld, deren Abschlussexamen er zu Ende des Sommersemesters 1927 bestand. Im Wintersemester 1927/28 immatrikulierte er sich an der Handelshochschule Mannheim. Dort trat er zur gleichen Zeit in das Corps Rheno-Nicaria Mannheim ein. Das Hochschulstudium schloss er 1931 nach dem Bestehen der Ersatzreifeprüfung als Diplom-Kaufmann ab.
1932 trat er eine Stelle als kaufmännisch-technischer Volontär bei dem zur Neunkircher Eisenwerk AG – vormals Gebrüder Stumm – gehörenden Homburger Eisenwerk in Homburg an. Während dieser Zeit schrieb er seine Dissertation über die Selbstkostenrechnung für die Herstellung nahtloser Rohre, mit der er 1934 an der Handelshochschule Mannheim zum Dr. rer. pol. promoviert wurde. Er blieb beim Neunkircher Eisenwerk und wurde 1940 zu dessen Leitendem Direktor ernannt.
Nach dem Zweiten Weltkrieg war das Saarland von 1947 bis 1956 von der Bundesrepublik Deutschland getrennt und bildete ein teilsouveränes Protektorat Frankreichs mit einheitlicher Wirtschafts- und Währungsunion. In dieser Zeit orientierte sich die Saarwirtschaft ausschließlich an dem Bedarf Frankreichs, das für die eisen- und stahlproduzierenden Betriebe des Saarlands hervorragende Absatzmöglichkeiten eröffnete. Doch 1955 votierten mehr als zwei Drittel der abstimmenden Saarländer bei einer Volksbefragung für die Bundesrepublik. Nach der Auflösung der französischen Sequesterverwaltung wurde Schluppkotten ab 13. Oktober 1955 Vorstandsvorsitzender der Neunkircher Eisenwerk AG mit dem Titel Generaldirektor.
Im Zusammenhang mit der politischen und wirtschaftlichen Eingliederung des Saarlandes ergaben sich erhebliche Probleme. Schluppkotten stand im Mittelpunkt der Verhandlungen mit Bonn und Paris um die Integration des Saarlandes und kämpfte erfolgreich um die dringend notwendige finanzielle Unterstützung der saarländischen Wirtschaft. Dennoch konnte er den beginnenden Niedergang der saarländischen Eisenhüttenindustrie in den 1960er Jahren nicht aufhalten.
Sein hervorragender Sachverstand, sein Verhandlungsgeschick und die wirtschaftliche Bedeutung der von ihm vertretenen Unternehmen machten Schluppkotten zu einem der führenden Wirtschaftsvertreter des Saarlandes. Er übernahm zahlreiche Aufsichtsratsmandate und war von 1956 bis 1969 Präsident der Industrie- und Handelskammer des Saarlandes. Er war Präsident der Deutsch-Französischen Gesellschaft in Saarbrücken und agierte in vielen anderen wirtschaftlichen, politischen und kulturellen Initiativen mit großem Erfolg. Noch im Ruhestand war er bis zu seinem Tode Aufsichtsratsvorsitzender der Neunkircher Zoo GmbH.
Schluppkotten starb am 1. September 1976 und wurde auf dem Zentralfriedhof in Neunkirchen-Furpach beigesetzt.

## Schriften
- Beiträge zur Selbstkostenrechnung in Werken für die Herstellung nahtloser Rohre. Homburg, Handels-Druckerei: [1934]. Digitalisat
- WorldCat Identities: Schluppkotten, Kurt

## Ehrungen
- 1965: Großes Bundesverdienstkreuz
- 1966: Ehrensenator der Universität des Saarlandes
- 1970: Orden der Ehrenlegion der Französischen Republik
- 1976: Saarländischer Verdienstorden
- Ehrenmitglied des Corps Rheno-Nicaria Mannheim